# Nikitári
Nikitári är en ort i Cypern.   Den ligger i distriktet Eparchía Lefkosías, i den centrala delen av landet, 40 km väster om huvudstaden Nicosia. Nikitári ligger 316 meter över havet och antalet invånare är 445. Den ligger på ön Cypern.
Terrängen runt Nikitári är kuperad söderut, men norrut är den platt. Terrängen runt Nikitári sluttar norrut. Trakten runt Nikitári är ganska glesbefolkad, med 31 invånare per kvadratkilometer. Närmaste större samhälle är Mórfou, 13,9 km norr om Nikitári. Trakten runt Nikitári är i huvudsak ett öppet busklandskap.